# The Runaways
The Runaways – amerykański zespół rockowy, istniejący w drugiej połowie lat 70. XX wieku. Często mylnie uznawany za pierwszy kobiecy zespół rockowy. Mimo tego grupa jest pierwszą spośród żeńskich, która zdobyła światową popularność.
Grupa tworzyła muzykę z pogranicza klasycznego rock ‘n’ rolla, punk rocka i heavy metalu inspirowanego glam rockiem, tzw. glam punk / protopunk. Przyjaciółka i autorka tekstów zespołu, Kari Krome, jeszcze przed właściwym stworzeniem zespołu stwierdziła, że „chce, by The Runaways były żeńskimi Stonesami / New York Dolls”.

## Historia

### Wczesny okres od sierpnia 1975 do maja 1976
Nastoletnia autorka tekstów Kari Krome poznała producenta Kima Fowleya na imprezie urodzinowej Alice Coopera w 1975. Nastolatka opowiedziała Fowleyowi o swojej idei „żeńskiego New York Dolls”. Wkrótce producent zainspirowany pomysłem Krome rozpoczął poszukiwania dziewczyn, które grały na instrumentach i były gotowe do założenia zespołu.
Niedługo potem do Fowleya zgłosiła się perkusistka Sandra Pesavento z Long Beach, która przedstawiła się jako Sandy West. W tym samym czasie Kari Krome poinformowała swoją przyjaciółkę, gitarzystkę Joan Jett o możliwości stworzenia zespołu. Jett skorzystała z propozycji. Szybko zorganizowano kilka improwizowanych prób trzech nastolatek. Fowley stwierdził jednak, że Krome nie nadaje się na wokalistkę i zamieścił w czasopismach muzycznych ogłoszenia w poszukiwaniu kolejnych chętnych. Na ogłoszenie odpowiedziała basistka Micki Steele, wtedy znana jeszcze jako Sue Thomas.
Zespół w postaci tria muzycznego nagrał pierwsze demo zatytułowane Born To Be Bad, wydane dopiero po rozpadzie zespołu, w roku 1993. Oficjalny, pierwszy publiczny występ The Runaways odbył się 5 sierpnia 1975 i tę datę uznaje się za oficjalną datę założenie grupy.
Niedługo później Kim Fowley w lokalnym klubie zauważył Litę Ford, która była jedyną dziewczyną w swoim ówczesnym zespole. Lita zgłosiła się jako kandydatka na basistkę i pojawiła się na jam session z pozostałymi nastolatkami. Gdy zauważono jej umiejętności, została oficjalnie gitarzystką prowadzącą grupy.
Pod koniec roku 1975 skład zasiliła wokalistka Cherie Currie. Pierwotnie chciano, by piosenkarką została jej siostra bliźniaczka, Marie, jednak ta stanowczo odmówiła. Cherie uważała się za „gorszą” niż Marie, więc bycie w zespole było dla niej pewną szansą na stanie się popularną, oraz pozwoliło jej spełnić marzenie bycia żeńskim Davidem Bowie, z którego twórczością się identyfikowała. Napisano dla niej późniejszy przebój zespołu, „Cherry Bomb”.
Wkrótce zespół opuściła Micki Steele. Po rekrutacji dwóch kolejnych basistek, Ann Boleyn i Peggy Foster (żadna z nich nie została w formacji dłużej niż dwa tygodnie), znaleziono Jackie Fox, wtedy znaną jako Jacqueline Fuchs, i to ona została najsłynniejszą basistką Runaways. Mimo wstąpienia Jackie do zespołu, nie zagrała ona na pierwszym albumie grupy, ponieważ Fowley uważał, że nie ma jeszcze wystarczających umiejętności (nastolatka tuż przed audycją do grupy porzuciła gitarę elektryczną na rzecz basowej).

### Rozwój zespołu i szczytowa popularność (czerwiec 1976 – lipiec 1977)
Grupa rozpoczęła nagrywanie pierwszego krążka, The Runaways, na początku 1976 roku. Album wydano 1 czerwca tego samego roku. Po jego wydaniu oraz po sukcesie głównego singla promującego płytę, „Cherry Bomb”, The Runaways zdobyły wielką popularność między innymi w Japonii i Szwecji, gdzie singel zdobył pierwsze miejsce list przebojów. W rodzinnym kraju zespół nie był już tak popularny – uważano za żart ideę żeńskiego zespołu rockowego, tworzonego przez nastolatki i śpiewającego o seksie, narkotykach i imprezach. Aby promować płytę, dziewczyny ruszyły w trasę koncertową po Ameryce i Europie, odwiedzając między innymi Agora Ballroom w Cleveland (nagrano tam płytę bootlegową Live at the Agora) oraz legendarny klub punk rockowy CBGB’s w Nowym Jorku. Koncertowały wtedy z takimi zespołami jak Cheap Trick, Tom Petty and the Heartbreakers czy The Ramones.
Po nagraniu drugiego albumu, Queens of Noise, w 1977 roku, który zdobył popularność w Ameryce dzięki większemu nagłośnieniu w mediach, zespół wyruszył w drugą trasę koncertową po świecie, w trakcie której wydano krążek live nagrywany w Japonii. W tym samym czasie Runaways osiągnęły szczytową popularność w kraju kwitnącej wiśni, stając się tam zespołem podobnym do The Beatles. Masowa histeria skierowana na zespół została nazwana przez członkinie właśnie Beatlemanią.
Jeszcze w trakcie owej trasy zespół opuściła basistka Jackie Fox, która nie wytrzymała presji popularności oraz odrzucenia przez resztę grupy. To zmusiło Joan do chwilowego grania na basie.

### Zmiana stylu muzycznego i wizerunku zespołu (sierpień 1977–1978)
Po koncertach w Japonii do zespołu zgłosiła się kolejna basistka, Vicki Blue, którą nazwano „kuzynką Lity Ford” ze względu na ich podobieństwo do siebie. Vicki trafiła na trudny czas w zespole – pozostałe członkinie często się kłóciły, a we współpracy nie pomagał im Kim Fowley, który był głównym prowokatorem sprzeczek między nimi. Jedna z kłótni pomiędzy Cherie Currie i Litą Ford, dotycząca większej popularności wokalistki od samego zespołu oraz tego, że Cherie poświęcała większą uwagę swojej siostrze bliźniaczce niż zespołowi, doprowadziła do opuszczenia zespołu przez Currie w trakcie pierwszych prób nagrywania nowej płyty.
W nowym czteroosobowym składzie, w którym znalazła się Vicki Blue, a Joan Jett przejęła obowiązki wokalistki, The Runaways nagrały płytę Waitin’ for the Night. Krążek przedstawił bardziej punkowe i heavymetalowe brzmienia. Płyta zdobyła wysokie notowania w Szwecji i Belgii, tak samo jak single „School Days” i „Wasted”.
Wizerunek zespołu w tamtym czasie znacznie odbiegał od tego przedstawianego na koncertach z ery albumów The Runaways i Queens Of Noise. Już sama okładka Waitin’ for the Night pokazuje, że The Runaways stają się groźne i powoli wyzwalają się z „niewoli” Fowleya, który często narzucał nastolatkom w zespole, jak mają wyglądać i zachowywać się na scenie.

### Ostatnia płyta i koniec działalności grupy (1978 – kwiecień 1979)
Tuż przed nagrywaniem ostatniej płyty And Now... The Runaways grupę opuściła Vicki Blue, co spowodowało, że partie basowe zostały zagrane przez Litę Ford. W dodatku grupa zakończyła współpracę z dotychczasowym menedżerem, zaczynając pracę z Johnem Alcockiem, zmieniając znacznie wizerunek i wyjechała do Anglii. Krążek wydany w 1978 zawierał m.in. cover Slade „Mama Weer All Crazee Now”, oraz The Professionals – „Black Leather”. Grupa na potrzeby koncertów rekrutowała ostatnią basistkę, Laurie McAllister. Ostatni koncert odbył się 31 grudnia 1978 w Hollywood.
Zespół rozpadł się z powodu różnic muzycznych. Gitarzystka, wokalistka oraz dotychczasowa liderka zespołu Joan Jett chciała tworzyć muzykę w stylu punk rock/glam rock. Natomiast gitarzystka Lita Ford i perkusistka Sandy West wolały tworzyć heavy metal. Członkinie, by uniknąć dalszych kłótni, pozwoliły na odejście Jett z zespołu. Ford i West próbowały kontynuować współpracę z menedżerem Johnem Alcockiem, jednak nic z tego nie wynikło. Oficjalnie zespół rozpadł się w wyniku odejścia jego liderki w kwietniu 1979.

### Po rozpadzie zespołu
Po opuszczeniu formacji Jett podjęła krótką współpracę ze Steve’em Jonesem i Paulem Cookiem z punkowej grupy Sex Pistols, a po powrocie do Stanów Zjednoczonych założyła zespół The Blackhearts, z którym odniosła światowy sukces dzięki singlowi I Love Rock ’n’ Roll z 1981.
Lita Ford rozpoczęła solową karierę z takimi albumami jak Out for Blood i Dancin’ on the Edge, a światową sławę przyniósł jej krążek Lita i singel w duecie z Ozzym Osbournem, Close My Eyes Forever.
Pozostałe członkinie nie miały tyle szczęścia w przemyśle muzycznym. Cherie Currie tworzyła własną muzykę już po odejściu z zespołu w 1977, wydając płyty Beauty's Only Skin Deep w 1978 oraz Messin’ With The Boys z siostrą bliźniaczką Marie w 1980. Następnie Currie została aktorką i rzeźbiarką posługującą się piłą maszynową, wracając do muzyki dopiero w ostatnich latach. Jej ostatnią płytą jest Reverie z 2015.
Jackie Fox po odejściu z The Runaways miała jeszcze traumę po presji popularności. Mimo to angażowała się w kilka mało znanych projektów muzycznych, by potem podjąć studia w kierunku prawnym.
Sandy West brała udział w próbach reaktywacji Runaways razem z Litą Ford na początku lat osiemdziesiątych. Potem zajęła się karierą solową aż do swojej śmierci w 2006 roku.
Micki Steele, pierwsza basistka zespołu, na początku lat 80. założyła The Bangles, popowy żeński zespół znany z takich hitów jak Walk Like An Egyptian, Manic Monday oraz Eternal Flame.
Vicki Blue, basistka zespołu z ery albumu Waitin’ for the Night, została reżyserką. Stworzyła ona pierwszy film dokumentalny o The Runaways – Edgeplay: A Film About The Runaways. Wyreżyserowała także film przedstawiający historię Suzi Quatro, Naked Under Leather.

## Byli członkowie
Ostatni skład
- Joan Jett – gitara rytmiczna, śpiew (1975–1979)
- Sandy West – perkusja, śpiew (1975–1979)
- Lita Ford – gitara prowadząca, gitara basowa (1975–1979)
- Laurie McAllister – gitara basowa (1978–1979)

Byli członkowie
- Kari Krome – śpiew (1975)
- Micki Steele – gitara basowa, śpiew (1975)
- Peggy Foster – gitara basowa (1976)
- Cherie Currie – śpiew, instrumenty klawiszowe (1975–1977)
- Jackie Fox – gitara basowa (1976–1977)
- Vicki Blue – gitara basowa (1977–1978)
- Ann Boleyn – gitara basowa, instrumenty klawiszowe (1976)

## Dyskografia

### Albumy studyjne
| The Runaways                              | - Data: 1 czerwca 1976 - Wydawca: Mercury Records      | 194 | –  | 7  | –  |
| Queens Of Noise                           | - Data: styczeń 1977 - Wydawca: Mercury Records        | 172 | 28 | 30 | 15 |
| Waitin’ for the Night                     | - Data: 1 października 1977 - Wydawca: Mercury Records | –   | 34 | –  | –  |
| And Now... The Runaways/Little Lost Girls | - Data: 1978 / 1981 - Wydawca: Cherry Red Records      | –   | –  | –  | –  |
| „–” album nie był notowany.               |                                                        |     |    |    |    |

### Albumy koncertowe
| Tytuł         | Dane dot. albumu                                 | Pozycja na liście | Pozycja na liście | Certyfikat             |
| Tytuł         | Dane dot. albumu                                 | SWE               | JAP               | Certyfikat             |
| ------------- | ------------------------------------------------ | ----------------- | ----------------- | ---------------------- |
| Live in Japan | - Data: czerwiec 1977 - Wydawca: Mercury Records | 33                | 10                | - Japonia: złota płyta |

### Kompilacje
| Rok  | Album                                                                      | Wydawca               |
| ---- | -------------------------------------------------------------------------- | --------------------- |
| 1980 | Flaming Schoolgirls                                                        | Cherry Red BRED9      |
| 1982 | The Best of the Runaways                                                   | Mercury 826 279-1     |
| 1982 | I Love Playin’ with Fire                                                   | Cherry Red PLAKER1    |
| 1991 | Born to be Bad                                                             | Marilyn USM1004       |
| 1992 | Neon Angels                                                                | Mercury 838 583-2     |
| 1997 | The Runaways featuring Joan Jett and Lita Ford                             | PolyGram 520 398-2    |
| 2005 | 20th Century Masters – The Millennium Collection: The Best of the Runaways | Universal B0004609-02 |
| 2010 | Mercury Albums Anthology                                                   | Mercury B0014074-02   |